# Berlin-Bohnsdorf
Bohnsdorf is een stadsdeel in het Berlijnse district Treptow-Köpenick. 

## Ligging
Bohnsdorf ligt in het zuiden van het district en grenst in het noorden aan Altglienicke, in het oosten aan Grünau en in het zuiden aan de Brandenburgse gemeente Schönefeld. 

## Geschiedenis
Bohnsdorf werd gesticht in de 12de en 13de eeuw door Duitse kolonisten. In 1763 arriveerden ook kolonisten uit de Palts en richtten het dorpje Neu-Bohnsdorf op. In 1850 kwam de vraag of Bohnsdorf een zelfstandige gemeente wilde worden. De bewoners van Alt-Bohnsdorf wilden aansluiting bij Köpenick, maar de kolonisten wilden een zelfstandige gemeente. In 1865 werd het gebied dan de gemeente Bohnsdorf. 
In 1900 telde Bohnsdorf 576 inowners, dit aantal was al bijna verviervoudigd toen het in 1920 deel werd van Groot-Berlijn en het onderdeel werd van het district Köpenick. In 1938 werden enkele grenzen in Berlijn heringedeeld. Bohnsdorf werd overgeheveld naar Treptow in ruil voor Oberschöneweide, dat naar Köpenick ging.
Op 12 december 1986 stortte een Tu-134A Sovjet-vliegtuig neer op weg van Minsk naar Schönefeld in een bos. Er kwamen 72 mensen om het leven, waarvan 20 kinderen uit Schwerin.

## Verkeer
Er zijn geen treinstations in Bohnsdorf, maar de stations Grünau, Altglienicke en Grünbergerallee, die door de S-Bahn bediend worden grenzen allen aan Bohnsdorf.

## Sport
Voetbalclub Grünauer BC 1917 is afkomstig uit het naburige Grünau maar speelt al enige tijd op de Buntzelberg in Bohnsdorf. 
Adlershof |
Altglienicke |
Alt-Treptow |
Baumschulenweg |
Bohnsdorf |
Friedrichshagen |
Grünau |
Johannisthal |
Köpenick |
Müggelheim |
Niederschöneweide |
Oberschöneweide |
Plänterwald |
Rahnsdorf |
Schmöckwitz